# Râul Bulbuci
Râul Bulbuci este un afluent al râului Boga. Cursul superior al râului este cunoscut și sub numele de Râul Scărișoara
Cascada Bulbuci, cu o cădere de 40 m, este situată pe acest curs de apă și constituie un punct de atracție turistic.

### Hărți
- Harta munții Bihor-Vlădeasa  Arhivat în 9 iunie 2008, la Wayback Machine.
- Harta munții Apuseni
- Bazinul Văii Bulzului